# 17-й казачий кавалерийский корпус

Памятник воинам корпуса (станица Кущёвская).

17-й казачий кавалерийский корпус (17 кк) — кавалерийское соединение конницы РККА в составе Вооружённых сил СССР, во время Великой Отечественной войны.
В действующей армии 17-й кавалерийский корпус находился в период с 27 апреля по 27 августа 1942 года.

## История
Кавалерийский корпус был сформирован в Краснодарском крае 1 января 1942 года по приказу Ставки ВГК в СКВО. Сформирование происходило на казачьи средства из кубанских казаков — добровольцев. 
За боевые заслуги 27 августа 1942 года присвоено почётное звание «Гвардейский», новый войсковой № и он переименован в 4-й гвардейский. Десятки тысяч его воинов награждены орденами и медалями, впоследствии 22-м присвоено звание Героя Советского Союза.

## Боевой путь
В составе Северо-Кавказского фронта корпус участвовал в Битве за Кавказ, в том числе Армавиро-Майкопской оборонительной операции, обороне дальних подступов к Туапсе. Под станицей Кущёвской на несколько дней задержал продвижение немецко-фашистских войск, неоднократно нанося контрудары в пешем и конном строю, и сам понеся значительные потери. Станица несколько раз переходила из рук в руки.

## Командный состав корпуса

### Командиры корпуса
- генерал-майор Малеев М. Ф. (1.01.1942 — 9.06.1942)
- генерал-майор Кириченко Н. Я. (10.06.1942 — 27.08.1942)

## Состав

### На 1 февраля 1942
- управление
- 10-я Кубанская казачья кавалерийская дивизия
- 12-я Кубанская казачья кавалерийская дивизия
- 13-я Кубанская казачья кавалерийская дивизия
- 167-й миномётный полк
- 261-й конно-артиллерийский дивизион
- 27-й отдельный дивизион связи[1]
- 66-е авиационное звено связи[1]
- 245-й прачечный отряд[1]
- 963-я полевая касса государственного банка[1]
- 115-я военно-почтовая станция[1]

### На 1 мая 1942
- управление
- 12-я Кубанская казачья кавалерийская дивизия
- 13-я Кубанская казачья кавалерийская дивизия
- 15-я Донская казачья кавалерийская дивизия
- 27-й отдельный дивизион связи[1]
- 66-е авиационное звено связи[1]
- 245-й прачечный отряд[1]
- 963-я полевая касса государственного банка[1]
- 115-я военно-почтовая станция[1]

### На 1 июня 1942
- управление
- 12-я Кубанская казачья кавалерийская дивизия
- 13-я Кубанская казачья кавалерийская дивизия
- 15-я Донская казачья кавалерийская дивизия
- 116-я Донская казачья кавалерийская дивизия
- 267-й отдельный конно-артиллерийский дивизион (ком.: капитан Чекурда С. Т., военком: бат. комиссар Федюченко)
- 364-й отдельный зенитно-артиллерийский дивизион ПВО (ком.: майор Глаголев, военком: бат. комиссар Володарский)
- 27-й отдельный дивизион связи[1] (ком.: майор Голик И. К.)
- 66-е авиационное звено связи[1]
- 245-й прачечный отряд[1]
- 963-я полевая касса государственного банка[1]
- 115-я военно-почтовая станция[1]

## Награды и почётные наименования
- 27 августа 1942 года за боевые заслуги преобразован в гвардейский (4-й гвардейский казачий кавалерийский корпус):

25 августа за мужество и героизм 555 казаков, командиров и политработников кавкорпуса были награждены орденами и медалями, а 27 августа «Правда» опубликовала приказ Наркома обороны СССР о присвоении кавкорпусу и его частям звания гвардейских.
«За проявленную отвагу в боях за Отечество, — говорилось в приказе, — за стойкость, мужество, дисциплину и организованность, за героизм личного состава преобразовать:
1. 17-й казачий кавкорпус в 4-й Гвардейский казачий кавкорпус — командир корпуса генерал-лейтенант Н. Я. Кириченко;
2. 12-ю Кубанскую казачью кавалерийскую дивизию в 9-ю гвардейскую Кубанскую казачью кавалерийскую дивизию (командир дивизии генерал-майор Тугаринов И. В.);
3. 13-ю Кубанскую казачью кавалерийскую дивизию в 10-ю гвардейскую Кубанскую казачью кавалерийскую дивизию (командир дивизии генерал-майор Б. С. Миллеров);
4. 15-ю Донскую казачью кавалерийскую дивизию в 11-ю гвардейскую Донскую казачью кавалерийскую дивизию (командир дивизии генерал-майор С. И. Горшков);
5. 116-ю Донскую казачью кавалерийскую дивизию в 12-ю Гвардейскую Донскую казачью кавалерийскую дивизию (командир дивизии генерал-майор Я. С. Шарабурко);
6. 149-й миномётный полк в 149-й гвардейский миномётный полк (командир полка майор В. Н. Масловский);
7. 267-й отдельный конно-артиллерийский дивизион во 2-й гвардейский отдельный конно-артиллерийский дивизион (командир дивизиона капитан С. Т. Чекурда);
8. 27-й Отдельный дивизион связи в 27-й гвардейский отдельный дивизион связи (командир дивизиона майор И. К. Голик)».

## Память
- На въезде в станицу Кущёвскую установлен памятник казакам корпуса.